# Zielony Dąb (Nowe Smarchowice)
Zielony Dąb – przysiółek wsi Nowe Smarchowice w Polsce, położony w województwie opolskim, w powiecie namysłowskim, w gminie Namysłów. Wchodzi w skład sołectwa Nowe Smarchowice.
W latach 1975–1998 przysiółek administracyjnie należał do ówczesnego województwa opolskiego.

## Nazwa
W alfabetycznym spisie miejscowości na terenie Śląska wydanym w 1830 roku we Wrocławiu przez Johanna Knie wieś występuje pod obecnie stosowaną, polską nazwą Zielony Dąb oraz niemiecką nazwą Gruneiche we fragmencie "Zielony Dąb, polnischer Name von Gruneiche, Vorw., zu Eckersdorf Kr. Namslau gehorig"''".